# Sagalo
Sagalo è un comune rurale del Mali facente parte del circondario di Kéniéba, nella regione di Kayes.
Il comune è composto da 18 nuclei abitati:
- Alamakolon
- Dacounta
- Darsalam II
- Diré-Dara
- Diré-Goumaka
- Diré-Kébaly
- Diré-Wologo
- Diréhoun
- Dittin
- Fari
- Galama
- Kondoya
- Niaréya
- Sagalo
- Sabérékoulo
- Sitaniyengué
- Yalaya
- Timbo